# Edgard Doneux
Edgard Doneux est un chef d'orchestre belge né le 25 mars 1920 à Liège et mort le 31 janvier 1984 à Anderlecht.

## Biographie
Edgard Doneux naît le 25 mars 1920 à Liège.
Il étudie au Conservatoire royal de sa ville natale et fait ses débuts comme chef à l'Opéra royal à l'âge de vingt ans.
En 1946, il est nommé premier chef au Théâtre de la Monnaie de Bruxelles.
En 1949, Edgard Doneux devient premier chef d'orchestre à la radio-télévision belge. Il dirige l'Orchestre de chambre et le Nouvel Orchestre symphonique de la RTBF entre 1978 et 1984.
Investi dans la création contemporaine, il est le dédicataire de plusieurs œuvres, de Victor Legley (en) (Lo spirito di contradizione, ouverture pour une comédie de Goldoni), Eugène Bozza (Hommage à Rossini), Marcel Quinet (Suite symphonique), Otmar Nussio, Raymond Loucheur, Florent Schmitt et André Ameller, notamment.
Impliqué dans la vie musicale de son pays, Edgard Doneux participe à la fondation du Ballet royal et de l'Opéra royal de Wallonie ainsi que du Festival de Chimay. Il est aussi directeur artistique du Spa Musical.
Il meurt le 31 janvier 1984 à Anderlecht.